# Didemnum lutarium
Didemnum lutarium is een zakpijpensoort uit de familie van de Didemnidae. De wetenschappelijke naam van de soort is voor het eerst geldig gepubliceerd in 1910 door Van Name.